# Helmut Losch
Helmut Losch (ur. 12 października 1947 w Barth, zm. 10 stycznia 2005 w Stralsund), niemiecki ciężarowiec, reprezentant NRD, mistrz świata i medalista olimpijski.
Był jednym z czołowych zawodników w wysokich kategoriach wagowych w latach 70. Jako pierwszy reprezentant NRD zdobył mistrzostwo świata - 1971 w podrzucie w kategorii ciężkiej. Łącznie w ciągu kariery sięgnął po osiem medali mistrzostw świata (1-5-2) i osiem medali mistrzostw Europy (0-5-3). W kategorii superciężkiej zdobył brąz na igrzyskach olimpijskich w Montrealu 1976; cztery lata wcześniej, w Monachium, zajął 4. miejsce w kategorii ciężkiej. Wielokrotnie był mistrzem NRD.
Zakończył karierę zawodniczą w 1978. Zmarł na atak serca.